# Желєзняк Артур Юрійович

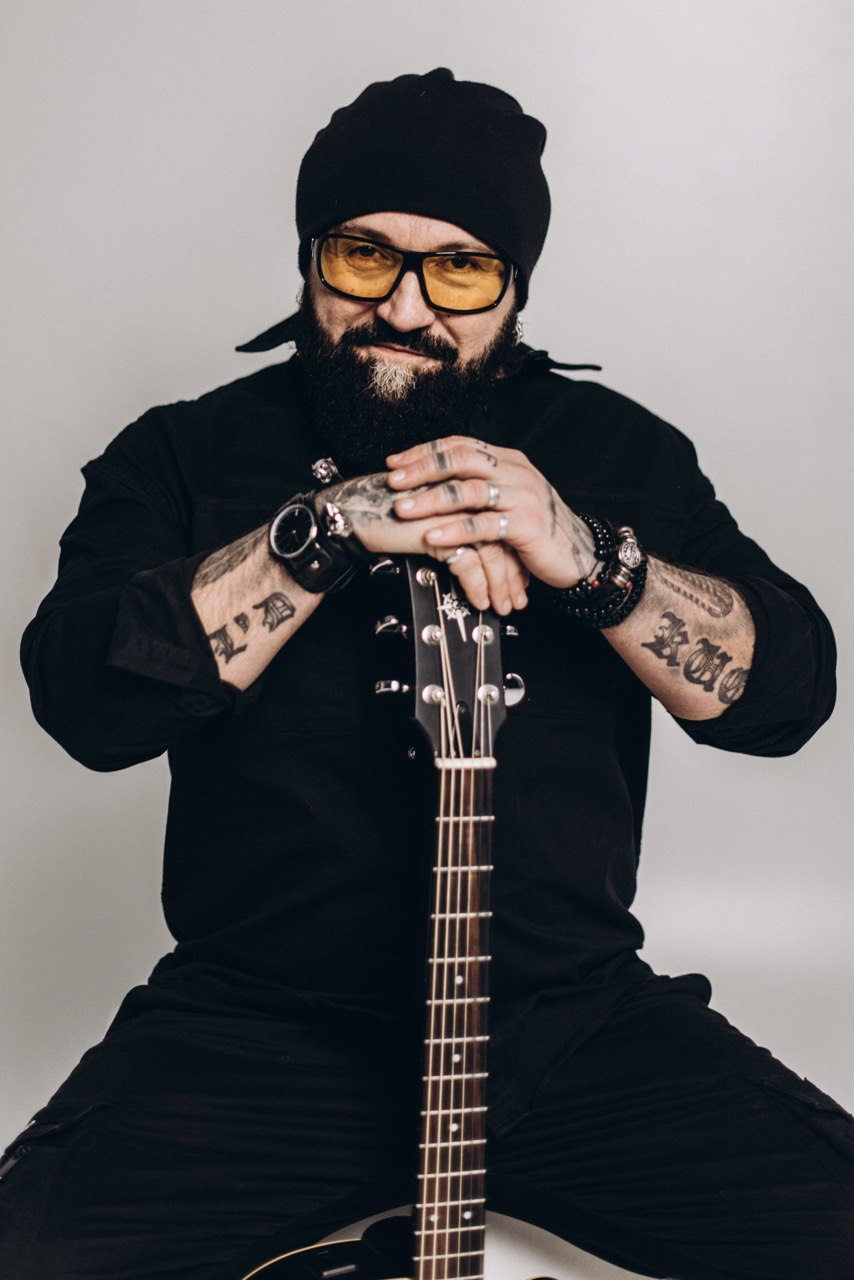
Артур Желєзняк

Желєзняк Артур Юрійович — український композитор, музичний продюсер, музикант, волонтер, викладач.
Автор багатьох відомих пісень Ірини Білик,  Наталі Могилевської, Анни Трінчер, Віталія Козловського, гуртів "Авіатор", "4 Королі ", "HURTOWYNA".

## Біографія
Народився 16 лютого 1971 року в місті Києві. Навчався у 195 середній школі міста Києва. Здобув музичну освіту в позашкільних музичних закладах з класу кларнет та гітари. З 1985 по 1989 рік здобув технічну освіту у КММК міста Києва. З 1989 по 1991 рік проходив військову службу у лавах внутрішніх військ УРСР, як соліст ансамблю ВВ по Україні та Молдові. З 1991 по 1995 рік навчався у Київський національний університет культури і мистецтв за спеціальністю диригент академічного хору. З 1991 року працює викладачем музики у гімназії 195 міста Києва. З 2022 року веде волонтерську діяльність задля підтримки ЗСУ, у співпраці з Управління стратегічних комунікацій апарату Головнокомандувача Збройних сил України. У 2023 році отримав Відзнаки Головнокомандувача Збройних сил України #За сприяння війську.